# 羅西恩 (肯塔基州)
羅西恩（英語：Rosine）是位於美國肯塔基州俄亥俄縣的一個人口普查指定地區。

## 人口
根據2020年美國人口普查的數據，羅西恩的面積為1.25平方千米，當中陸地面積為1.25平方千米，而水域面積為0.00平方千米。當地共有人口110人，而人口密度為每平方千米88人。